# Anastrepha cruzi
Anastrepha cruzi är en tvåvingeart som beskrevs av Lima 1934. Anastrepha cruzi ingår i släktet Anastrepha och familjen borrflugor. Inga underarter finns listade i Catalogue of Life.